# NGC 3517/2
NGC 3517/2 је спирална галаксија у сазвежђу Велики медвед која се налази на NGC листи објеката дубоког неба.
Деклинација објекта је + 56° 32' 4" а ректасцензија 11h 5m 37,1s. Привидна величина (магнитуда) објекта NGC 3517 износи 15,7 а фотографска магнитуда 16,5. NGC 35172 је још познат и под ознакама MCG 10-16-57, KCPG 266B, PGC 33532.